# أحمد بوزفور
أحمد بوزفور،(ولد بتاريخ 1945 بتازة)، قاص وكاتب مغربي، يعتبر من أبرز رواد القصة القصيرة الحديثة في المغرب.

## مسيرته
ولد أحمد بوزفور سنة 1945 بقبيلة البرانس القريبة من مدينة تازة الواقعة في شمال شرق المغرب. تلقى تعليمه الأولي في الكتاتيب القرآنية ثم التحق بالقرويين بمدينة فاس التي تابع فيها دراسته الابتدائية والثانوية. في سنة 1966 حصل على شهادة الباكلوريا، وفي نفس السنة تعرض للاعتقال وأخلي سبيله بعد ثلاثة أشهر بسبب نشاطه السياسي. التحق بعد ذلك بكلية الآداب، حيث حصل على إجازة في الأدب العربي. وفي سنة 1972 نال شهادة استكمال الدروس في الأدب المغربي الحديث.
نُشرت أول قصة له تحت عنوان: «يسألونك عن القتل» سنة 1971 في جريدة العلم الناطقة باسم حزب الاستقلال المغربي.
في سنة 1977 التحق أحمد بوزفور بكلية الآداب بعاصمة المغرب الرباط كأستاذ للشعر العربي الجاهلي.
ثم انتقل بعد ذلك إلى كلية الآداب عين الشق في الدار البيضاء كأستاذ للأدب العربي.
في سنة 1989 نال شهادة الدراسات العليا عن رسالته «تأبط شعرا».
في هذه الفترة توالت أعماله في الظهور على الساحة الأدبية المغربية.
في سنة 2002 رفض أحمد بوزفور جائزة المغرب للكتاب في صنف الإبداع، والتي قدمتها له وزارة الثقافة المغربية (تبلغ قيمة هذه الجائزة المادية 7000 دولار) احتجاجا على ما وصفه بتردي الأوضاع السياسية والاقتصادية والثقافية في المغرب.

## مؤلفاته
من أهم أعماله:
- الغابر الظاهر (مجموعة قصصية 1987)
- تأبط شعرا : دراسة تحليلية في الشعر الجاهلي (البيضاء، نشر الفنك، 1990، 208ص)
- النظر في الوجه العزيز (مجموعة قصصية 1983)
- ديوان السندباد
- الزرافة المشتعلة (قراءات في القصة المغربية الحديثة)، منشورات المدارس، ط1، 2000.[4]
- صياد النعام، منشورات نجمة، المغرب، سنة 1993.
- ققنس، مجموعة البحث في القصة القصيرة، بالبيضاء، المغرب، سنة 2002.
- نافذة على الداخل
- إني رأيتكما معا، قصص، 2020. توبقال للنشر والتوزيع [5]

## روابط خارجية
- أحمد بوزفور على موقع أرشيف الشارخ.
- موقع حول سيرة ونصوص الأديب أحمد بوزفور